# Ghost Giant
Ghost Giant — инди-игра, разработанная и выпущенная шведской студией Zoink для платформ с дополненной реальностью PlayStation VR и Oculus Quest. Игра была выпущена для PlayStation VR в апреле 2019 года, а для Oculus Quest — в феврале 2020 года. Игрок управляет гигантом-призраком, который должен помочь котёнку Льюису в решении его жизненных проблем. Игрок должен решать головоломки и перемещать предметы с помощью контроллеров VR.
Ghost Giant создавалась, как первая попытка студии Zoink разработать игру с дополненной реальностью и команда долгое время экспериментировала с геймплеем и управлением, чтобы сделать его более интуитивно понятным. Разработчики хотели создать трогательную историю, работая над художественным стилем, они вдохновлялись картонными городками, которые любят создавать дети.
Критики в целом оценили игру, похвалив её за сюжет, визуальную эстетику и проработанные миры. Головоломки получили неоднозначные оценки, критики сочли их недостаточно сложными, также они испытывали трудности с управлением контроллерами VR, тем не менее списывая вину на оборудование.

## Игровой процесс
В Ghost Giant игрок управляет великаном-призраком. Он должен сопровождать котёнка по имени Льюис, менять ландшафт, переставляя крупные предметы и решая головоломки. Игрок может исследовать мир Санкуры и взаимодействовать с различными неигровыми персонажами, живущими в городе. Игровые участки представлены в виде диорам. Только Льюис может видеть гиганта. Игрок наблюдает за развитием истории с позиции стороннего наблюдателя, а именно наблюдая за поведением и разговорами котёнка. Сюжет намекает на то, что что-то плохое случилось с его матерью. Сам Льюис пребывает в тяжёлом жизненном положении и гигант должен помочь ему.
Игрок может использовать контроллер PlayStation Move, чтобы манипулировать руками гиганта, поворачивать дома и узнавать, что там находится внутри, или например перемещать дороги, простилая путь для котёнка. Игровой процесс сводится к изучению игрового пространства, в то время, как Льюис общается с другими персонажами, решает свои проблемы и помогает другим. Головоломки чаще всего требуют перемещать предметы или определять двигающиеся объекты. В игре есть и необычные головоломки, например от игрока требуется найти источники цвета, чтобы смешивать краски для произведения искусства. Если игрок застрял в решении головоломок, он может ткнуть в котёнка, чтобы тот дал ему подсказку. В игре также можно собирать коллекционные предметы, например вертушки или жучки.

## Разработка
Разработкой игры занималась независимая студия шведская студия Zoink, у которой уже был опыт в создании ряда игр. Работа над Ghost Giant началась с идеи создать первую игру с дополненной реальностью для VR-приставки. Разработка сопровождалась множественными экспериментами с управлением и передачей сюжета с участием VR-устройства. Команда использовала в том числе Virtual Reality Toolkit, созданный, чтобы облегчить создание VR-игры. Так как речь шла о дополнительном погружении, команда особенно уделяла внимание тому, чтобы в игре не наблюдалось падения частоты кадров. Несмотря на визуально простую графику, поддержание частоты кадров стало сложной задачей из-за обилия деталей в игровых локациях. Вначале все сцены в игре проектировались с обозрением в 180 градусов, чтобы камера всегда могла видеть контроллеры движения (руки игрока). Это сильно ограничивало разработчиков, в том числе и в придумывании головоломок или размещении реквизитов, затем была предложена идея мгновенного поворота не только для того, чтобы предоставить больше пространства для действий, но и для того, чтобы помочь людям с неоптимальными настройками. Идея игрового процесса сводилась к тому, что как бы игрок не взаимодействовал с миром он всегда увидит ответную реакцию. Игрок должен был получать как можно меньше напоминаний о том, что он не в реальном мире.
Клаус Лингелед креативный директор в качестве сюжета предложил идею великана-призрака, помогающего мальчику в беде. Работая над художественным стилем, разработчики обращались к образу маленьких картонных городков, которые создавали ещё будучи детьми и мечтали о том, как игрушки оживали в них. В качестве вдохновения разработчики указывали на французские фильмы 50-60-х годов. История была призвана тронуть до глубины души, в усилении сценического эффекта также играет смена перспективы. В какой то момент было решено использовать антропоморфных животных, так как с ними разработчики могли придумать больше забавных ситуаций, например оленя-флориста, тайком поедающего свои товары или льва, без удовольствия продающего овощи по настоянию родителей-веганов. При разработке Ghost Giant, команда использовала игровой код из предыдущих игр, таких как Flipping Death.
Игра была анонсирована во время пресс-конференции Sony на выставке E3 2018 и выпущена в цифровом виде 19 апреля 2019 года для гарнитуры PlayStation VR, физическое издание было выпущено 7 мая того же года дистрибутором Perp Games. В ноябре 2019 Zoink объявила о предстоящем выпуске игры на Oculus Quest в декабре того же года, хотя впоследствии дата выхода была отложена на 20 февраля 2020 года.

## Критика
| Сводный рейтинг    | Сводный рейтинг          |
| Агрегатор          | Оценка                   |
| ------------------ | ------------------------ |
| GameRankings       | 81,69 %                  |
| Metacritic         | (PS4) 80/100 (PC) 85/100 |
| Иноязычные издания |                          |
| Издание            | Оценка                   |
| Destructoid        | 7/10                     |
| IGN                | 8,3/10                   |
| Push Square        | [ 13 ]                   |

Игра получила в целом положительные оценки со стороны игровых критиков по данным агрегатора Metacritic.
Майк Эпштейн с сайта IGN назвал представленную историю очаровательной. Он также заметил, до Ghost Giant было выпущено ряд добротных игр с головоломками, но ни одна из них не предлагала столь продвинутое повествование. Редактор Push Square утверждал, что Ghost Giant может претендовать на звание лучшей игры для PSVR. По мнению Ричарда Майстера с сайта Destructoid, Ghost Giant ощущается, как VR-развитие классической приключенческой игры для ПК, с великолепным внешним видом и феноменальным звуковым оформлением. Критик заметил, что Ghost Giant, как VR-игра обладает важным качеством — а именно позволяет игроку вмешиваться в игровой мир по собственному желанию. Это обеспечивает желаемое погружение. Паскаль Текая с сайта Adventure Gamers заметил, что игру нельзя назвать революционной, однако она погружает игрока в тщательно проработанный мир с простым, но удовлетворяющим геймплеем и рассказывает удивительно эмоциональную историю.
Рецензенты было впечатлены визуальной эстетикой в игре. Редактор Push Square назвал сцены в игре феноменальными, дополненными повествованием. «Они на долго останутся в памяти». Критик IGN также признался, как представленный мир и скрупулёзное внимание к деталям тронуло его. Критик Destructoid отдельно похвалил встроенный звуковой дизайн и проработанность мира, заметив, как игрок может изучать каждый его уголок и заставать игровых персонажей за их разговорами или выполнением разных задач.
Критики было тронуты представленной историей и то, как на фоне внешне безобидного геймплея и визуала, игра раскрывает более мрачную историю Льюиса. Рецензент UploadVR похвалил изображение депрессии в игре, заметив что даже несмотря на то, что Льюис — животное, чуткое отношение разработчиков к его истории придаёт герою поразительную человечность. Тем не менее некоторые журналисты было разочарованы малой продолжительностью прохождения.
Обозреватель IGN был не доволен низкой сложностью головоломок, хотя оценил некоторые необычные задания. Представитель Destructoid заметил, что ему не составило труда решить их.
Критики IGN и Destructoid жаловались на проблемы с управлением гигантом с помощью оборудования PlayStation VR из-за недостаточно интуитивного оборудования.